# CSK-ITマネジメント
CSK-ITマネジメント (CSK-IT Management CORPORATION) は、CSKホールディングス傘下のシステムインテグレータ。
コンサルティング・システム事業を行う。

## 概要
- 所在：東京都港区南青山2-26-1 CSK青山ビル
- 設立：2004年4月1日
- 資本金：30億円